# Ярослав Плашил
Ярослав Плашил (чеськ. Jaroslav Plašil, нар. 5 січня 1982, Опочно) — чеський футболіст, атакувальний півзахисник французького клубу «Бордо».
Насамперед відомий виступами за клуби «Монако» та «Бордо», а також національну збірну Чехії.

## Клубна кар'єра
У дорослому футболі дебютував 1998 року виступами за команду клубу «Градець-Кралове», в якій провів два сезони, взявши участь лише у 4 матчах чемпіонату. 
2000 року молодим чехом зацікавилися представники тренерського штабу «Монако» і Плашил уклав контракт з цим клубом. Протягом перших років, проведених у складі клубу з Монако, до складу його головної команди потрапляв вкрай нерегулярно. Першу половину 2003 року провів на умовах оренди у складі друголігового французького «Кретея». Повернувшись з оренди влітку 2003, почав на постійній основі потрапляти до стартового складу «Монако» і наступні чотири сезони стабільно був основним гравцем півзахисту команди.
Протягом 2007—2009 років виступав в Іспанії, захищаючи кольори команди клубу «Осасуна».
2009 року повернувся до чемпіонату Франції, уклавши контракт з клубом «Бордо». Відразу ж став ключовою фігурою в півзахисті своєї нової команди, був у деяких матчах капітаном команди, зокрема в переможному фіналі Кубка Франції 2012—2013. За клуб з Бордо виступав протягом десяти років, за винятком оренди в 2013—2014 до італійської «Катанії».
Улітку 2019 року завершив кар'єру.

## Виступи за збірну
2004 року дебютував в офіційних матчах у складі національної збірної Чехії. У формі головної команди країни 103 матчів, забивши 7 голів. 
У складі збірної був учасником чемпіонату Європи 2004 року у Португалії, чемпіонату світу 2006 року у Німеччині, чемпіонату Європи 2008 року в Австрії та Швейцарії, чемпіонату Європи 2012 року в Україні та Польщі, а також чемпіонату Європи 2016 року у Франції.

## Статистика виступів

### Статистика клубних виступів
Джерело: Статистика гравця на footballdatabase.eu [Архівовано 25 жовтня 2011 у Wayback Machine.] (фр.)
| Сезон          | Клуб              | Ліга    | Ігри | Голи |
| -------------- | ----------------- | ------- | ---- | ---- |
| 1998–99        | «Градець-Кралове» | 2 Див.  | 1    | 0    |
| 1999–2000      | «Градець-Кралове» | 2 Див.  | 3    | 0    |
| 2000–01        | «Монако»          | Ліга 1  | 0    | 0    |
| 2001–02        | «Монако»          | Ліга 1  | 4    | 0    |
| 2002-січ. 2003 | «Монако»          | Ліга 1  | 4    | 0    |
| січ.-чер. 2003 | «Кретей»          | Ліга 2  | 14   | 0    |
| 2003–04        | «Монако»          | Ліга 1  | 34   | 2    |
| 2004–05        | «Монако»          | Ліга 1  | 24   | 1    |
| 2005–06        | «Монако»          | Ліга 1  | 21   | 1    |
| 2006–07        | «Монако»          | Ліга 1  | 31   | 1    |
| сер. 2007      | «Монако»          | Ліга 1  | 4    | 0    |
| сер. 2007–08   | «Осасуна»         | Ла Ліга | 34   | 4    |
| 2008–09        | «Осасуна»         | Ла Ліга | 32   | 4    |
| 2009–10        | «Бордо»           | Ліга 1  | 34   | 2    |
| 2010–11        | «Бордо»           | Ліга 1  | 38   | 4    |
| 2011–12        | «Бордо»           | Ліга 1  | 38   | 3    |
| 2012–13        | «Бордо»           | Ліга 1  | 33   | 2    |
| сер.-вер. 2013 | «Бордо»           | Ліга 1  | 4    | 0    |
| вер. 2013–14   | «Катанія»         | Серія A | 28   | 1    |
| 2014–15        | «Бордо»           | Ліга 1  | 34   | 0    |
| 2015–16        | «Бордо»           | Ліга 1  | 27   | 3    |
| 2016–17        | «Бордо»           | Ліга 1  | 37   | 1    |
| 2017–18        | «Бордо»           | Ліга 1  | 22   | 0    |
| 2018–19        | «Бордо»           | Ліга 1  | 23   | 0    |

## Титули і досягнення
- Володар Кубка Франції (1):

«Бордо»: 2012-13
- Володар Суперкубка Франції (1):

«Бордо»: 2009